# Inga virescens
Inga virescens är en ärtväxtart som beskrevs av George Bentham. Inga virescens ingår i släktet Inga och familjen ärtväxter. Inga underarter finns listade i Catalogue of Life.